# Kan iedereen nog volgen?
Kan iedereen nog volgen? is een Vlaams televisieprogramma dat sinds 20 maart 2018 wordt uitgezonden op de Vlaamse zender VTM. In dit technologieprogramma gaat Lieven Scheire met zijn vier gasten vooruitblikken in de toekomst. In elke aflevering wordt telkens vier bekende gasten uitgenodigd.
In april 2019 volgt het tweede seizoen, met opnieuw 8 afleveringen.

## Afleveringen

### Seizoen 1
| Afl. | Panelleden                                                             | Finale-kandidaten                        | Winnaar                | Prijs |
| ---- | ---------------------------------------------------------------------- | ---------------------------------------- | ---------------------- | --- |
| 1    | Henk Rijckaert, Jens Dendoncker, Bill Barberis en An Miller            | Bill Barberis en Henk Rijckaert          | Henk Rijckaert         | Een replica van een 3D-geprint schilderij van Rembrandt en RFID pillen (een pil met een zendertje erin (die reageert met maagzuur) + pleister die je helpt onthouden dat je het pilletje hebt genomen). |
| 2    | Bart Cannaerts, Ruth Beeckmans, Jacques Vermeire en Sven De Ridder     | Bart Cannaerts en Jaques Vermeire        | Jacques Vermeire       | Een afstandsbediening in de vorm van een toverstok en een stabiliserende lepel voor mensen met Parkinson.                                                                                               |
| 3    | Jelle De Beule, Jean Blaute, Clara Cleymans en Robrecht Vanden Thoren  | Jelle De Beule en Robrecht Vanden Thoren | Robrecht Vanden Thoren | Een Somnox slaaprobot en een elektrische Ukelele |
| 4    | William Boeva, Rani De Coninck, Showbizz Bart en Xander De Rycke       | Showbizz Bart en Xander De Rycke         | Showbizz Bart          | Handschoenen die pianomuziek spelen en paperfuge (een centrifuge van papier). |
| 5    | Mathias Coppens, Kat Kerkhofs, Adil El Arbi en Jonas Geirnaert         | Jonas Geirnaert en Kat Kerkhofs          | Kat Kerkhofs           | Een Kittyo en een selfiedrone. |
| 6    | Walter Grootaers, Ann Tuts, Dimitri Leue en Wouter Deprez              | Ann Tuts en Dimitri Leue                 | Dimitri Leue           | Een spionage pop en een bouwpakket voor fietsen van 1 jaar tot en met 13 jaar oud. |
| 7    | Guga Baúl, Nico Sturm, Liesa Naert en Jan Verheyen                     | Liesa Naert en Jan Verheyen              | Jan Verheyen           | Een selfie toaster en een ruitenwas robot . |
| 8    | Filip Peeters, Dagny Ros Asmundsdottir, Begijn Le Bleu en Thomas Smith | Filip Peeters en Thomas Smith            | Thomas Smith           | Een 3D geprint gerecht en een nachtlamp met fluorescerende eencelige wezentjes. |

### Seizoen 2
In sommige afleveringen in het tweede seizoen blikte Lieven Scheire terug op voorspellingen die kandidaten in het eerste seizoen gemaakt hadden.  Als bleek dat ze het achteraf gezien toen bij het verkeerde eind hadden, dan werden hen punten afgetrokken of toegekend nog voor de aflevering begon.
| Afl. | Panelleden                                                                      | Finale-kandidaten                         | Winnaar          | Prijs |
| ---- | ------------------------------------------------------------------------------- | ----------------------------------------- | ---------------- | --- |
| 1    | Alex Agnew, Jens Dendoncker, Natalia en Jef Neve                                | Jens Dendoncker en Jef Neve               | Jef Neve         | Een Meal Hero en een yoga-instructeur in de vorm van een broek.                                                |
| 2    | Walter Grootaers, Andy Peelman, Liesa Naert en Jonas Geirnaert                  | Jonas Geirnaert en Walter Grootaers       | Jonas Geirnaert  | Een reddingsboei voor kikkers en een karaokebox.                                                               |
| 3    | Guga Baul, Soe Nsuki, Eddy Planckaert en Jelle De Beule                         | Soe Nsuki en Eddy Planckaert              | Eddy Planckaert  | Een bril tegen wagenziekte en een voedselscanner.                                                              |
| 4    | Barbara Sarafian, Erik Van Looy, William Boeva en Bart Cannaerts                | William Boeva en Barbara Sarafian         | Barbara Sarafian | Een aromafork en een snurkdetector.                                                                            |
| 5    | Wouter Deprez, Rani De Coninck, Tom Helsen en Henk Rijckaert                    | Henk Rijckaert en Wouter Deprez           | Wouter Deprez    | Een oogrelaxatietoestel en een geurflesje van een parfumier die de geur van een geliefde in een flesje steekt. |
| 6    | Otto-Jan Ham, Olga Leyers, Jean Blaute en Michael Van Peel                      | Olga Leyers en Jean Blaute                | Olga Leyers      | Bluetoothspeakers verwerkt in een ring en een Sock Slider.                                                     |
| 7    | Jonas Van Geel, Dina Tersago, Amelie Albrecht en Thomas Smith                   | Dina Tersago en Amelie Albrecht           | Dina Tersago     | Een bekkenbodemspiertrainer en een armband die de toetsen van een toetsenbord nabootst.                        |
| 8    | Frieda Van Wijck, Bert Haelvoet, Lukas Lelie en Dimitri Leue                    | Lukas Lelie en Dimitri Leue               | Dimitri Leue     | Permanente thermometer om de temperatuur van je kind te meten en een vliegenval.                               |
| 9    | Herman Brusselmans, Maaike Cafmeyer, Pieter Embrechts en Robrecht Vanden Thoren | Maaike Cafmeyer en Robrecht Vanden Thoren | Maaike Cafmeyer  | Machine om planten thuis te kweken en een camera die de foto weergeeft in de vorm van een kindertekening.      |
| 10   | Ella Leyers, Staf Coppens, Tijs Vanneste en Jan Jaap van der Wal                | Staf Coppens en Tijs Vanneste             | Staf Coppens     | Jeans gemaakt van oude jeans en de automatische 'Shoe Deodoriser'.                                             |

## Kijkcijfers

### Seizoen 1
| Nr. | Uitzenddatum  | Kijkcijfers |
| --- | ------------- | ----------- |
| 1   | 20 maart 2018 | 590.323     |
| 2   | 27 maart 2018 | 362.060     |
| 3   | 3 april 2018  | 446.660     |
| 4   | 10 april 2018 | 437.187     |
| 5   | 17 april 2018 | 414.791     |
| 6   | 24 april 2018 | 414.829     |
| 7   | 1 mei 2018    | 451.972     |
| 8   | 8 mei 2018    | 289.251     |

### Seizoen 2
| Nr. | Uitzenddatum  | Kijkcijfers |
| --- | ------------- | ----------- |
| 1   | 2 april 2019  | 488.714     |
| 2   | 9 april 2019  | 414.567     |
| 3   | 16 april 2019 | 415.601     |
| 4   | 23 april 2019 | 381.715     |
| 5   | 30 april 2019 | 323.105     |
| 6   | 7 mei 2019    | 377.247     |
| 7   | 14 mei 2019   | 345.966     |
| 8   | 21 mei 2019   | 295.289     |
| 9   | 28 mei 2019   | 338.454     |
| 10  | 4 juni 2019   | 318.096     |